# Laura Esquivel
Laura Esquivel (30 de setembre de 1950, Ciutat de Mèxic, Mèxic) és una escriptora mexicana autora de la cèlebre novel·la Com aigua per a xocolata publicada en 1989 i traduïda en més de 30 idiomes.

## Trajectòria literària[calcitació]
Va realitzar estudis de Teatre i Creació Dramàtica pel Centre d'Art Dramàtic A. C. (CADAC) en l'especialitat en Teatre Infantil. És llicenciada en Educació Preescolar (1966-1968), instructora del Taller de teatre i literatura infantil (1977), instructora del Taller d'assessora de guions Tlaxcala i Oaxaca (1998 - 2002) i Instructora del Taller Laboratori d'escriptura a Oaxaca, Michoacán i Espanya (1999).
Entre el 1979 i el 1980 va escriure programes infantils per a la cadena cultural de la televisió mexicana i, el 1983, fundà el Centre d'Invenció Permanent, integrat per tallers artístics per a nens, assumint-ne la direcció tècnica.
La seva feina a la televisió va donar-li estímul per dedicar-se a l'escriptura de guions per a cinema. Va ser quan va decidir escriure Com aigua per a xocolata, de gran èxit mundial.
En les seves novel·les empra un realisme màgic per combinar allò sobrenatural amb allò quotidià, especialment a la seva primera novel·la Com aigua per a xocolata, en la qual es proclama la importància de la cuina com a peça més important de la casa, elevant-la a font de coneixement i comprensió de gust i desig.
Com aigua per a xocolata va ser convertida en pel·lícula per l'aleshores el seu marit Alfonso Arau el 1992 i fou premiada amb deu premis Ariel de l'Acadèmia Mexicana d'Arts i Ciències Cinematogràfiques. Tant la pel·lícula com el llibre, traduït a més de trenta llengües, van tenir molt d'èxit dins i fora de Mèxic.
El 1994 van atorgar-li el premi ABBY, premi que per primer cop era concedit a una escriptora no estatunidenca.
En 2004 va rebre el Premi Giussepe Acerbi, de la Universitat de Verona (Itàlia) per la novel·la Tan veloç com el desig.
El 2004 van publicar el seu últim llibre, Malinche, que inclou un còdex, il·lustrat per Jordi Castells.
En 2008 va guanyar el premi al millor audiollibre en espanyol que atorga l'Associació d'Editors d'Àudio (APA), per Malinche, publicada en 2006.
Al setembre del 2011, en una entrevista amb motiu de la seua participació en el Festival Nacional de les Arts a l'Argentina, va revelar que es va proposar escriure la història de Jacobo Grinberg-Zylberbaum.
En 2014 va publicar A Lupita li agradava planxar, que marca la seua primera incursió en la novel·la policíaca i la protagonista de la qual és una dona policia alcohòlica, supervivent de la mort del seu fill i de l'abandó del marit que, al llarg de la història, es torna una antiheroïna, mentre desentranya l'assassinat del seu cap, el delegat (cap polític) de Iztapalapa.
Al maig de 2016 va publicar El diari de Tita, la continuació de Com a aigua per a xocolate. La seua última obra és la novel·la El meu negre passat, publicada al novembre de 2017, amb quin va finalitzar la trilogia Com a aigua per a xocolate.
En el 2023, HBO va anunciar que ja s'estava realitzant la sèrie basada en "Com a Aigua per a Xocolate", sota la direcció de Julián de Tavira i Ana Lorena Pérez Ríos, amb les interpretacions d'Irene Azuela (“Cremar les naus”), Blava Guaita (“El meu marit té família”).

## Trajectòria política
De 2008 a 2011 va ocupar el càrrec de Directora general de Cultura en Coyoacán, Districte Federal. En 2015 va ser elegida diputada federal pel Moviment de Regeneració Nacional (Bruna), el partit que va crear el excandidato a la presidència Andrés Manuel López Obrador, partit al qual representa en les comissions de Ciència i Tecnologia, Cultura i Cinematografia, i Medi ambient i Recursos Naturals.

## Vida personal
De 1975 a 1995 va estar casada amb l'actor i director de cinema Alfonso Arau.

## Premis
En 1985 va ser nominada al premi Ariel pel guió de la cinta "Chido One, el Tacs d'Or".
Més tard, en 1994 va ser la guanyadora del premi ABBY al millor llibre, atorgat per la American Booksellers Association, per "Com a aigua per a xocolate".

## Obres
- Com aigua per a xocolata (1989)
- La ley del amor (1995) - La llei de l'amor
- Íntimas suculencias (1998) - Íntimes suculències
- Estrellita marinera (1999) - Estrelleta marinera
- El libro de las emociones (2000) - El llibre de les emocions
- Tan veloz como el deseo (2001) - Tan veloç com el desig
- Malinche (2004)
- A Lupita le gustaba planchar (2014) - A la Lupita li agradava planxar
- El diario de tita - El diari de Tita (2016)
- Mi negro pasado -El meu negre passat (2017)

## Adaptacions de les seues obres
Com a aigua per a xocolate (1992)